# Norma (Włochy)
Norma – miejscowość i gmina we Włoszech, w regionie Lacjum, w prowincji Latina. Z racji swego położenia jest miejscem często odwiedzanym przez paralotniarzy.
Według danych na rok 2004 gminę zamieszkiwało 3821 osób, 127,4 os./km².